# Arcadia (Oklahoma)
Arcadia es un pueblo ubicado en el condado de Oklahoma en el estado estadounidense de Oklahoma. En el año 2010 tenía una población de 247 habitantes y una densidad poblacional de 61,75 personas por km².

## Geografía
Arcadia se encuentra ubicado en las coordenadas 35°39′56″N 97°19′35″O / 35.665456, -97.326387.

## Demografía
Según la Oficina del Censo en 2000 los ingresos medios por hogar en la localidad eran de $24,844 y los ingresos medios por familia eran $27,083. Los hombres tenían unos ingresos medios de $22,500 frente a los $25,625 para las mujeres. La renta per cápita para la localidad era de $15,722. Alrededor del 29.8% de la población estaban por debajo del umbral de pobreza.